# Allievo ufficiale di macchina

Qualifica su tubolare per
allievo ufficiale di macchina
della Marina mercantile italiana.

Quello di allievo ufficiale di macchina (in inglese: engine cadet, cadet engineer oppure apprentice engineer) è sia una qualifica professionale, sia una posizione funzionale nella gerarchia di bordo delle navi della marina mercantile.

## Accesso e sviluppo di carriera
Esso rappresenta, tra i vari ruoli esistenti nello stato maggiore della nave, il primo gradino della scala gerarchica di bordo, la quale, a norma del Codice della navigazione, prevede nella sezione macchina di una nave, avente un apparato motore principale pari o superiore a 750 kW (può essere imbarcato pure su navi di potenza inferiore ma la navigazione svolta non farebbe punteggio per il raggiungimento del titolo professionale di ufficiale di macchina), di qualunque fattispecie, le seguenti qualifiche funzionali:
1. direttore di macchina
2. primo ufficiale di macchina
3. secondo ufficiale di macchina
4. terzo ufficiale di macchina
5. allievo ufficiale di macchina

Su navi da passeggeri o da crociera con apparato motore principale pari o superiore a 3000 kW viene imbarcato anche il secondo direttore di macchina. 
Possono accedere alla qualifica di allievo ufficiale di macchina tutti i diplomati nautici in possesso del diploma di "aspirante capitano di macchina" o "aspirante alla direzione di macchine di navi mercantili", quelli in possesso del diploma di "Perito per gli apparati ed impianti marittimi (AIM)" presso un Istituto tecnico dei trasporti e della logistica, ed i laureati in Scienze nautiche presso l'Università Parthenope di Napoli ai quali, a seguito di regolare iscrizione tra le matricole della gente di mare di prima categoria, sia stato regolarmente emesso dall'Autorità marittima nazionale, attraverso l'ufficio gente di mare della capitaneria di porto di residenza, la qualifica di "allievo ufficiale di macchina".
Per coloro che siano in possesso di un diploma diverso da quello ad indirizzo nautico o marittimo, è comunque possibile accedere alla qualifica di "allievo ufficiale di macchina", purché abbiano svolto e completato con esito positivo il modulo di allineamento di 1000 ore totali, finalizzato ad integrare tutte le tematiche nautiche non affrontate durante il normale percorso scolastico. Tale modulo, potrà essere svolto presso poli formativi accreditati dalle Regioni o presso gli Istituti tecnici nautici che avranno ottenuto l'autorizzazione allo svolgimento di tale modulo dal Ministero dei trasporti.
Le qualifiche dello stato maggiore di macchina per poter occupare le posizioni nei vari ruoli funzionali di bordo, sono quelle di cui agli ultimi aggiornamenti avvenuti in attuazione della Convenzione Internazionale IMO STCW, come emendata nel 1995 e che qui di seguito sono elencati: 
1. allievo ufficiale di macchina
2. ufficiale di macchina
3. primo ufficiale di macchina
4. direttore di macchina

## Nautica da diporto

### Allievo ufficiale di macchina del diporto
Per conseguire la qualifica di allievo ufficiale di macchina del diporto occorrono i seguenti requisiti: 
- aver compiuto i 16 anni di età;
- aver assolto l'obbligo scolastico ai sensi dell'articolo 8 della legge 31 dicembre 1962, n. 1859;
- essere iscritto nelle matricole della gente di mare di prima categoria.

### Fonti normative internazionali
- Legge 21 novembre 1985, n. 739, in materia di "Adesione alla convenzione del 1978 sulle norme relative alla formazione della gente di mare, al rilascio dei brevetti ed alla guardia."
- Decreto del presidente della Repubblica 8 novembre 1991, n. 435, in materia di "Approvazione del regolamento per la sicurezza della navigazione e della vita umana in mare."
- Decreto legislativo 7 luglio 2011, n. 136, in materia di "Attuazione della direttiva 2008/106/CE concernente i requisiti minimi di formazione per la gente di mare."
- Decreto legislativo 12 maggio 2015, n. 71, in materia di "Attuazione della direttiva 2012/35/UE, che modifica la direttiva 2008/106/CE, concernente i requisiti minimi di formazione della gente di mare."

### Testi
- Serena Cantoni,  Sali a bordo. Perché scegliere la carriera marittima (archiviato dall'url originale il 3 giugno 2016).. Ministero dei trasporti e della navigazione, Roma.